# Chess City

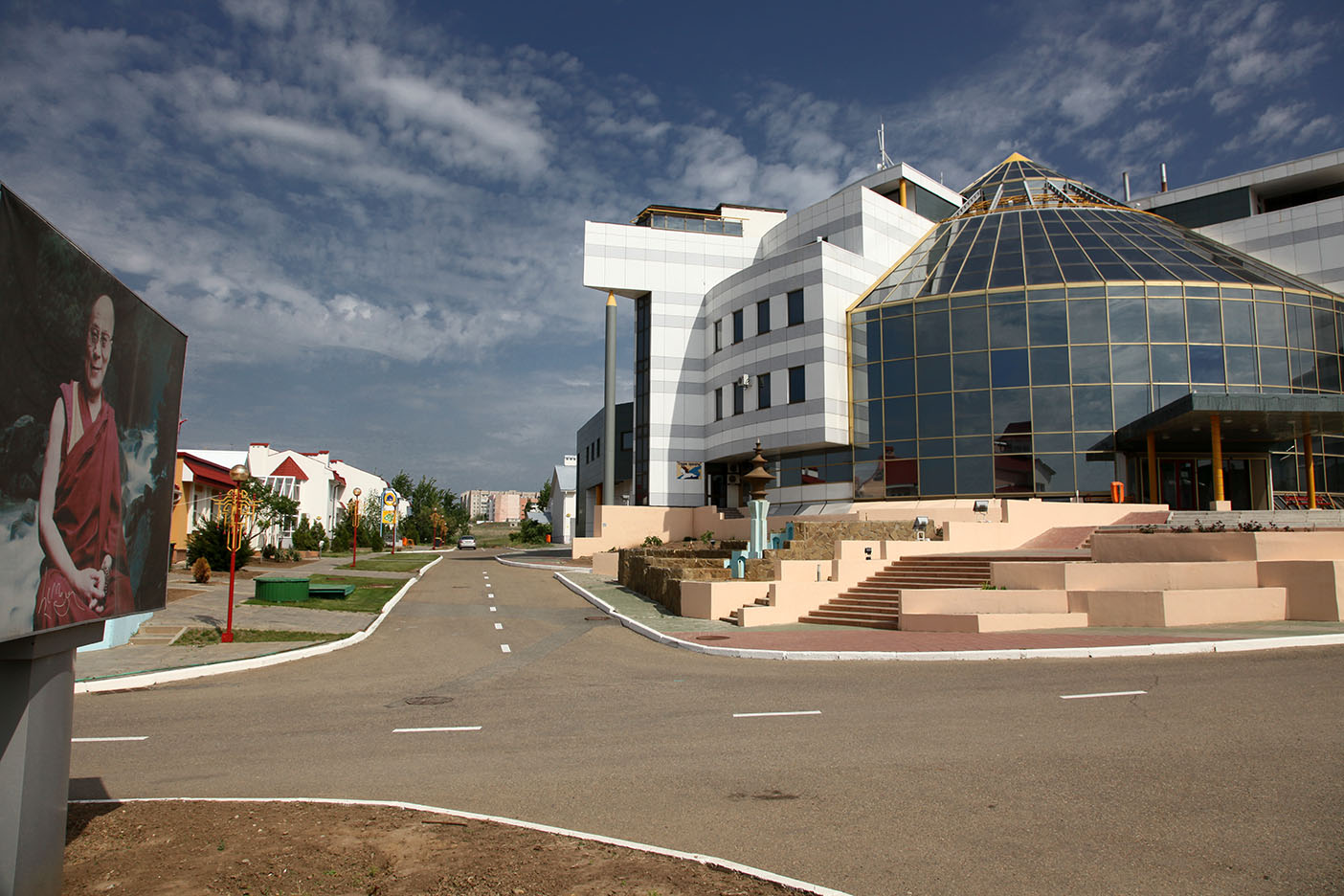
Hauptgebäude von Chess City

Chess City ist ein hauptsächlich für Schachveranstaltungen verwendeter Baukomplex in der kalmückischen Hauptstadt Elista, der vom damaligen Weltschachbund-Präsidenten und kalmückischen Staatschef Kirsan Iljumschinow initiiert und am 30. September 1998 fertiggestellt wurde.
Der Baupreis für den Komplex wurde von Schachexperten auf 30 bis 50 Millionen US-Dollar geschätzt. Die Redakteurin der Oppositionszeitung Sowetskaja Kalmykija Menke Konwejew ist der Ansicht, die Quellen und Höhen des verwendeten Geldes könne man nicht wissen.
Die erste in Chess City ausgetragene Veranstaltung war die Schacholympiade 1998. Chess City war auch der Austragungsort der Schachweltmeisterschaft der Frauen 2004 und der Schachweltmeisterschaft 2006.

## Dubai
Iljumschinow plante 2004 den Bau einer weiteren Chess City in Dubai, wofür 9,6 Milliarden VAE-Dirham (nach Fixkurs umgerechnet etwa 2,6 Milliarden US-Dollar) veranschlagt wurden. Die Pläne für den Komplex mit 32 bis zu 64-stöckigen Hotelgebäuden in Schachfigurenform, der auch das neue FIDE-Hauptquartier hätte werden sollen, wurden im Zuge der Finanzkrise eingestellt.